# チャチャ (飲料)

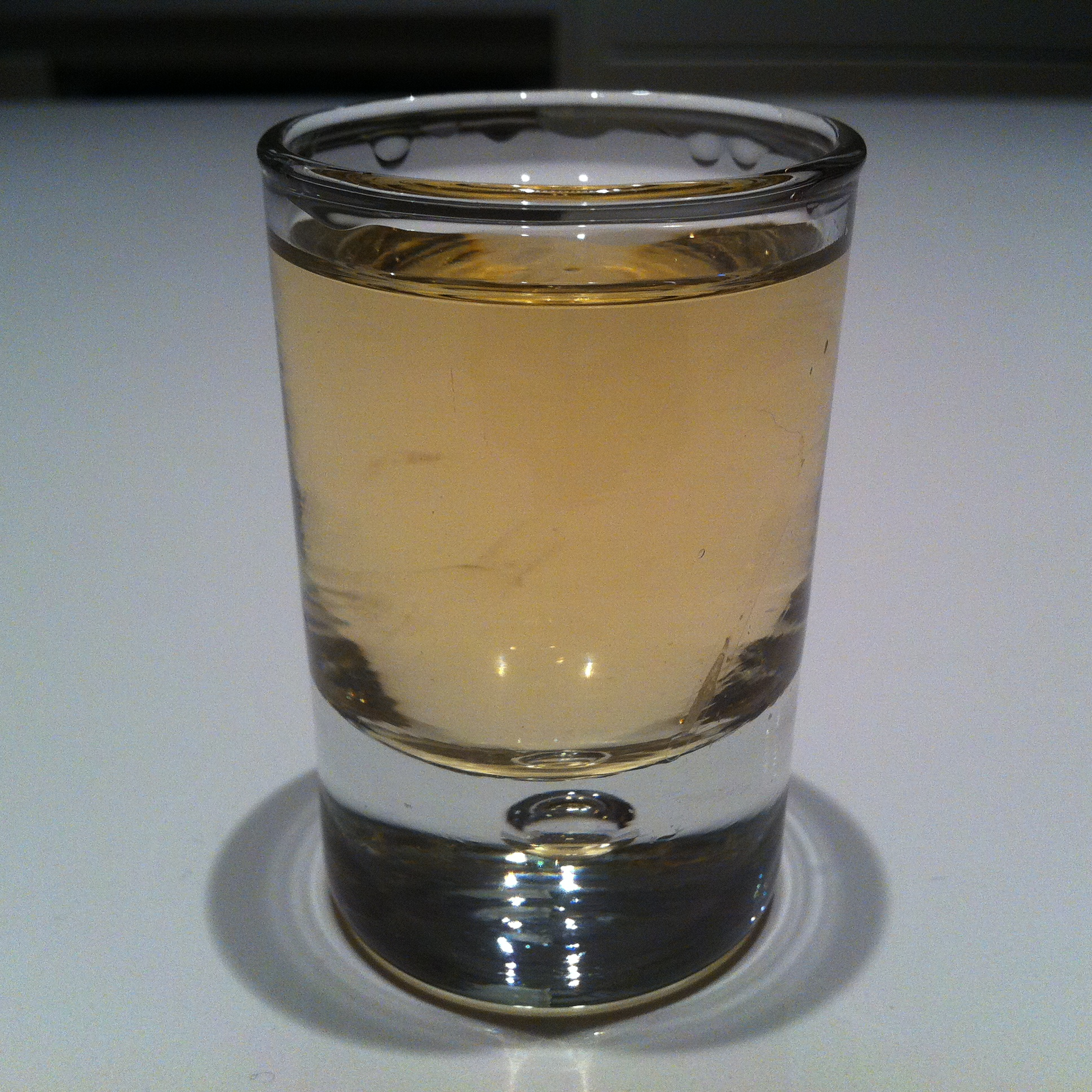
チャチャ (Binekhi Estragon)

チャチャ（英: chacha、グルジア語: ჭაჭა - 発音 [tʃʼɑtʃʼɑ]）は、透明で度数の高い伝統的な酒である。「ワインウォッカ」や「グレープウォッカ」、「グルジアウォッカ」と呼ばれることもある。チャチャは、ワインを作った後のブドウの残渣であるポマースから作られる。未熟のブドウや野生のブドウが使われることもある。また、イチジクやタンジェリン、オレンジ、クワ等のブドウ以外の果物から作られることもある。
ジョージア（グルジア）は8000年以上前にブドウの栽培が始まった場所であると広く考えられており、チャチャは世界で最も古い蒸留酒の1つであると考えられる。
元々はジョージアの農家が自家製造して飲むものだったが、現在では国際的な賞も受賞する専門の醸造業者でも製造されている。最も有名なチャチャの1つに、世界最大のワイン品評会ムンダス・ビニで銀賞を受賞した"Binekhi Estragon"がある。
「チャチャ」という言葉は、ジョージアで果物を原料とする全ての種類の密造酒を表す言葉としても使われる。
多くのジョージア人は、チャチャには医療効果もあり、外耳道閉塞や消化不良を含む多くの病気の治療薬になると信じている。